# Élections municipales de 2014 dans l'Ariège
Les élections municipales se sont déroulées les 23 et 30 mars 2014 en Ariège.

## Maires sortants et maires élus
Le scrutin est marqué par une stabilité relative. Le Parti de Gauche remporte la ville de Saint-Jean du Falga, tandis que les socialistes perdent Laroque-d'Olmes. La droite conserve Mazères, Pamiers, Rieux-de-Pelleport et Saverdun. Elle échoue à Villeneuve d'Olmes, mais compense ce revers avec le gain de Saint-Paul de Jarrat face au PS. L'UDI perd Saint-Jean-de-Verges contre la droite.
| Commune               | Population | Maire sortant             | Parti | Parti | Maire élu                  | Parti | Parti |
| --------------------- | ---------- | ------------------------- | ----- | ----- | -------------------------- | ----- | ----- |
| Ax-les-Thermes        | 1 348      | Pierre Peyronne           |       | PS    | Dominique Fourcade         |       | PS    |
| Bélesta               | 1 084      | Alain Bolo                |       | DVG   | Marcel Girma               |       | DVG   |
| Foix                  | 9 782      | Richard Senssac           |       | PS    | Norbert Meler              |       | PS    |
| La Tour-du-Crieu      | 2 776      | Jean-Claude Combres       |       | DVG   | Jean-Claude Combres        |       | DVG   |
| Laroque-d'Olmes       | 2 654      | Christian Poma            |       | PS    | Patrick Laffont            |       | SE    |
| Lavelanet             | 6 404      | Marc Sanchez              |       | PS    | Marc Sanchez               |       | DVG   |
| Le Fossat             | 1 070      | Bernard Campmas           |       | DVG   | Laurent Panifous           |       | DVG   |
| Le Mas-d'Azil         | 1 209      | Raymond Berdou            |       | PS    | Raymond Berdou             |       | PS    |
| Lézat-sur-Lèze        | 2 373      | Jean-Claude Courneil      |       | PS    | Jean-Claude Courneil       |       | PS    |
| Lorp-Sentaraille      | 1 354      | Bernard Lamary            |       | PS    | Bernard Lamary             |       | PS    |
| Mazères               | 3 726      | Louis Marette             |       | UMP   | Louis Marette              |       | UMP   |
| Mercus-Garrabet       | 1 146      | José Lorenzo              |       | PS    | José Lorenzo               |       | PS    |
| Mirepoix              | 3 127      | Nicole Quillien           |       | PS    | Nicole Quillien            |       | PS    |
| Montgaillard          | 1 387      | Benoît Alvarez            |       | DVG   | José Ramos                 |       | DVG   |
| Montjoie-en-Couserans | 1 049      | Ginette Busca             |       | DVG   | Ginette Busca              |       | DVG   |
| Pamiers               | 15 448     | André Trigano             |       | DVD   | André Trigano              |       | DVD   |
| Rieux-de-Pelleport    | 1 259      | Catherine Barbaria        |       | DVD   | Catherine Barbaria         |       | DVD   |
| Saint-Girons          | 6 423      | François Murillo          |       | PS    | François Murillo           |       | PS    |
| Saint-Jean-de-Verges  | 1 147      | Jacques Dejean            |       | UDI   | Christine Pavelak-Bourlier |       | DVD   |
| Saint-Jean-du-Falga   | 2 707      | Jean Fabre                |       | PS    | Michel Sterviniou          |       | PG    |
| Saint-Lizier          | 1 430      | Étienne Dedieu            |       | DVG   | Etienne Dedieu             |       | DVG   |
| Saint-Paul-de-Jarrat  | 1 267      | Jean-Christophe Bonrepaux |       | PS    | Michel Tartié              |       | DVD   |
| Saverdun              | 4 531      | Philippe Calleja          |       | UMP   | Philippe Calléja           |       | UMP   |
| Tarascon-sur-Ariège   | 3 427      | Alain Sutra               |       | PRG   | Alain Sutra                |       | PRG   |
| Varilhes              | 3 138      | Martine Esteban           |       | PS    | Martine Esteban            |       | PS    |
| Verniolle             | 2 355      | Robert Pedoussat          |       | PS    | Numen Muñoz                |       | PS    |
| Villeneuve-d'Olmes    | 1 091      | Gérald Sgobbo             |       | UMP   | Gérald Sgobbo              |       | SE    |

### Résultats en nombre de maires
| Partis       | Partis                            | Maires sortants | Maires élus | Évolution     |
| ------------ | --------------------------------- | --------------- | ----------- | ------------- |
|              | Parti socialiste                  | 14              | 10          | 4             |
|              | Divers gauche                     | 6               | 7           | 1             |
|              | PG                                | 0               | 1           | 1             |
|              | PRG                               | 1               | 1           | en stagnation |
| Total gauche | Total gauche                      | 21              | 19          | 2             |
|              | Union pour un mouvement populaire | 3               | 2           | 1             |
|              | Divers droite                     | 2               | 4           | 2             |
|              | UDI                               | 1               | 0           | 1             |
| Total droite | Total droite                      | 6               | 6           | en stagnation |
|              | Sans étiquette                    | 0               | 2           | 2             |
| Total        | Total                             | 27              | 27          | -             |

## Résultats dans les communes de plus de1 000 habitants

### Ax-les-Thermes
- Maire sortant : Pierre Peyronne (PS)
- 15 sièges à pourvoir au conseil municipal (population légale 2011 : 1 348 habitants)
- 8 sièges à pourvoir au conseil communautaire (CC de la Haute-Ariège)

|                | Dominique Fourcade | DVG            | 471   | 63,22  | 13 | 7 |  |  |
|                | Bernard Decamps    | SE             | 274   | 36,77  | 2  | 1 |  |  |
|                |                    |                |       |        |    |   |  |  |
| Inscrits       | Inscrits           | Inscrits       | 1 034 | 100,00 |    |   |  |  |
| Abstentions    | Abstentions        | Abstentions    | 239   | 23,11  |    |   |  |  |
| Votants        | Votants            | Votants        | 795   | 76,89  |    |   |  |  |
| Blancs et nuls | Blancs et nuls     | Blancs et nuls | 50    | 6,29   |    |   |  |  |
| Exprimés       | Exprimés           | Exprimés       | 745   | 93,71  |    |   |  |  |

### Bélesta
- Maire sortant : Alain Bolo (SE)
- 15 sièges à pourvoir au conseil municipal (population légale 2011 : 1 084 habitants)
- 2 sièges à pourvoir au conseil communautaire (CC du Pays d'Olmes)

|                | Marcel Girma     | SE             | 328 | 52,14  | 12 | 2 |  |  |
|                | Raphaëlle Girard | SE             | 301 | 47,85  | 3  |   |  |  |
|                |                  |                |     |        |    |   |  |  |
| Inscrits       | Inscrits         | Inscrits       | 840 | 100,00 |    |   |  |  |
| Abstentions    | Abstentions      | Abstentions    | 164 | 19,52  |    |   |  |  |
| Votants        | Votants          | Votants        | 676 | 80,48  |    |   |  |  |
| Blancs et nuls | Blancs et nuls   | Blancs et nuls | 47  | 6,95   |    |   |  |  |
| Exprimés       | Exprimés         | Exprimés       | 629 | 93,05  |    |   |  |  |

### Foix
- Maire sortant : Richard Senssac (PS)
- 29 sièges à pourvoir au conseil municipal (population légale 2011 : 9 782 habitants)
- 23 sièges à pourvoir au conseil communautaire (CA L'Agglo Foix-Varilhes)

|                | Norbert Meler    | PS-EELV        | 2 237 | 58,83  | 24 | 19 |  |  |
|                | Jean Cholin      | UMP            | 890   | 23,40  | 3  | 2  |  |  |
|                | Jean-Pierre Icre | PCF            | 675   | 17,75  | 2  | 2  |  |  |
|                |                  |                |       |        |    |    |  |  |
| Inscrits       | Inscrits         | Inscrits       | 6 789 | 100,00 |    |    |  |  |
| Abstentions    | Abstentions      | Abstentions    | 2 742 | 40,39  |    |    |  |  |
| Votants        | Votants          | Votants        | 4 047 | 59,61  |    |    |  |  |
| Blancs et nuls | Blancs et nuls   | Blancs et nuls | 245   | 6,05   |    |    |  |  |
| Exprimés       | Exprimés         | Exprimés       | 3 802 | 93,95  |    |    |  |  |

### La Tour-du-Crieu
- Maire sortant : Jean-Claude Combres (SE)
- 23 sièges à pourvoir au conseil municipal (population légale 2011 : 2 776 habitants)
- 5 sièges à pourvoir au conseil communautaire (CC des Portes d'Ariège Pyrénées)

|                          | Jean-Claude Combres * | SE             | 970   | 73,09  | 20 | 5 |  |  |
|                          | Gérard Prieto         | FN             | 357   | 26,90  | 3  |   |  |  |
|                          |                       |                |       |        |    |   |  |  |
| Inscrits                 | Inscrits              | Inscrits       | 2 060 | 100,00 |    |   |  |  |
| Abstentions              | Abstentions           | Abstentions    | 632   | 30,68  |    |   |  |  |
| Votants                  | Votants               | Votants        | 1 428 | 69,32  |    |   |  |  |
| Blancs et nuls           | Blancs et nuls        | Blancs et nuls | 101   | 7,07   |    |   |  |  |
| Exprimés                 | Exprimés              | Exprimés       | 1 327 | 92,93  |    |   |  |  |
| * Liste du maire sortant |                       |                |       |        |    |   |  |  |

### Laroque-d'Olmes
- Maire sortant : Christian Poma (PS)
- 23 sièges à pourvoir au conseil municipal (population légale 2011 : 2 654 habitants)
- 3 sièges à pourvoir au conseil communautaire (CC du Pays d'Olmes)

| Tête de liste  | Tête de liste        | Liste          | Premier tour | Premier tour | Second tour | Second tour | Sièges | Sièges |
| Tête de liste  | Tête de liste        | Liste          | Voix         | %            | Voix        | %           | CM     | CC     |
| -------------- | -------------------- | -------------- | ------------ | ------------ | ----------- | ----------- | ------ | ------ |
|                | Jean-Michel Vivancos | SE             | 436          | 35,88        | 469         | 34,76       | 4      | 1      |
|                | Patrick Laffont      | SE             | 409          | 33,66        | 531         | 39,36       | 16     | 2      |
|                | Jean-Philippe Marty  | DVG            | 370          | 30,45        | 349         | 25,87       | 3      |        |
|                |                      |                |              |              |             |             |        |        |
| Inscrits       | Inscrits             | Inscrits       | 1 944        | 100,00       | 1 944       | 100,00      |        |        |
| Abstentions    | Abstentions          | Abstentions    | 636          | 32,72        | 550         | 28,29       |        |        |
| Votants        | Votants              | Votants        | 1 308        | 67,28        | 1 394       | 71,71       |        |        |
| Blancs et nuls | Blancs et nuls       | Blancs et nuls | 93           | 7,11         | 45          | 3,23        |        |        |
| Exprimés       | Exprimés             | Exprimés       | 1 215        | 92,89        | 1 349       | 96,77       |        |        |

### Lavelanet
- Maire sortant : Marc Sanchez (PS)
- 29 sièges à pourvoir au conseil municipal (population légale 2011 : 6 404 habitants)
- 7 sièges à pourvoir au conseil communautaire (CC du Pays d'Olmes)

|                          | Marc Sanchez *        | DVG            | 1 825 | 62,88  | 24 | 6 |  |  |
|                          | Xavier Pinho-teixeira | SE             | 1 077 | 37,11  | 5  | 1 |  |  |
|                          |                       |                |       |        |    |   |  |  |
| Inscrits                 | Inscrits              | Inscrits       | 4 905 | 100,00 |    |   |  |  |
| Abstentions              | Abstentions           | Abstentions    | 1 803 | 36,76  |    |   |  |  |
| Votants                  | Votants               | Votants        | 3 102 | 63,24  |    |   |  |  |
| Blancs et nuls           | Blancs et nuls        | Blancs et nuls | 200   | 6,45   |    |   |  |  |
| Exprimés                 | Exprimés              | Exprimés       | 2 902 | 93,55  |    |   |  |  |
| * Liste du maire sortant |                       |                |       |        |    |   |  |  |

### Le Fossat
- Maire sortant : Bernard Campmas (SE)
- 15 sièges à pourvoir au conseil municipal (population légale 2011 : 1 070 habitants)
- 4 sièges à pourvoir au conseil communautaire (CC Arize Lèze)

|                | Laurent Panifous  | DVG            | 314 | 65,55  | 13 | 3 |  |  |
|                | Jean-Pierre Berge | SE             | 165 | 34,44  | 2  | 1 |  |  |
|                |                   |                |     |        |    |   |  |  |
| Inscrits       | Inscrits          | Inscrits       | 723 | 100,00 |    |   |  |  |
| Abstentions    | Abstentions       | Abstentions    | 197 | 27,25  |    |   |  |  |
| Votants        | Votants           | Votants        | 526 | 72,75  |    |   |  |  |
| Blancs et nuls | Blancs et nuls    | Blancs et nuls | 47  | 8,94   |    |   |  |  |
| Exprimés       | Exprimés          | Exprimés       | 479 | 91,06  |    |   |  |  |

### Le Mas-d'Azil
- Maire sortant : Raymond Berdou (PS)
- 15 sièges à pourvoir au conseil municipal (population légale 2011 : 1 209 habitants)
- 4 sièges à pourvoir au conseil communautaire (CC Arize Lèze)

|                          | Raymond Berdou * | DVG            | 406 | 55,23  | 12 | 3 |  |  |
|                          | Claude Doussiet  | DVD            | 329 | 44,76  | 3  | 1 |  |  |
|                          |                  |                |     |        |    |   |  |  |
| Inscrits                 | Inscrits         | Inscrits       | 992 | 100,00 |    |   |  |  |
| Abstentions              | Abstentions      | Abstentions    | 204 | 20,56  |    |   |  |  |
| Votants                  | Votants          | Votants        | 788 | 79,44  |    |   |  |  |
| Blancs et nuls           | Blancs et nuls   | Blancs et nuls | 53  | 6,73   |    |   |  |  |
| Exprimés                 | Exprimés         | Exprimés       | 735 | 93,27  |    |   |  |  |
| * Liste du maire sortant |                  |                |     |        |    |   |  |  |

### Lézat-sur-Lèze
- Maire sortant : Jean-Claude Courneil (PS)
- 19 sièges à pourvoir au conseil municipal (population légale 2011 : 2 373 habitants)
- 9 sièges à pourvoir au conseil communautaire (CC Arize Lèze)

|                          | Jean-Claude Courneil * | DVG            | 899   | 71,69  | 17 | 8 |  |  |
|                          | Marie Gilama           | SE             | 355   | 28,30  | 2  | 1 |  |  |
|                          |                        |                |       |        |    |   |  |  |
| Inscrits                 | Inscrits               | Inscrits       | 1 694 | 100,00 |    |   |  |  |
| Abstentions              | Abstentions            | Abstentions    | 385   | 22,73  |    |   |  |  |
| Votants                  | Votants                | Votants        | 1 309 | 77,27  |    |   |  |  |
| Blancs et nuls           | Blancs et nuls         | Blancs et nuls | 55    | 4,20   |    |   |  |  |
| Exprimés                 | Exprimés               | Exprimés       | 1 254 | 95,80  |    |   |  |  |
| * Liste du maire sortant |                        |                |       |        |    |   |  |  |

### Lorp-Sentaraille
- Maire sortant : Bernard Lamary (SE)
- 15 sièges à pourvoir au conseil municipal (population légale 2011 : 1 354 habitants)
- 4 sièges à pourvoir au conseil communautaire (CC Couserans-Pyrénées)

|                          | Bernard Lamary * | SE             | 572   | 75,16  | 14 | 4 |  |  |
|                          | Didier Pujol     | SE             | 189   | 24,83  | 1  |   |  |  |
|                          |                  |                |       |        |    |   |  |  |
| Inscrits                 | Inscrits         | Inscrits       | 1 016 | 100,00 |    |   |  |  |
| Abstentions              | Abstentions      | Abstentions    | 216   | 21,26  |    |   |  |  |
| Votants                  | Votants          | Votants        | 800   | 78,74  |    |   |  |  |
| Blancs et nuls           | Blancs et nuls   | Blancs et nuls | 39    | 4,88   |    |   |  |  |
| Exprimés                 | Exprimés         | Exprimés       | 761   | 95,13  |    |   |  |  |
| * Liste du maire sortant |                  |                |       |        |    |   |  |  |

### Mazères
- Maire sortant : Louis Marette (UMP)
- 27 sièges à pourvoir au conseil municipal (population légale 2011 : 3 726 habitants)
- 10 sièges à pourvoir au conseil communautaire (CC des Portes d'Ariège Pyrénées)

|                          | Louis Marette * | DVD            | 1 309 | 68,78  | 23 | 9 |  |  |
|                          | Pascal Lecerf   | SE             | 594   | 31,21  | 4  | 1 |  |  |
|                          |                 |                |       |        |    |   |  |  |
| Inscrits                 | Inscrits        | Inscrits       | 2 687 | 100,00 |    |   |  |  |
| Abstentions              | Abstentions     | Abstentions    | 693   | 25,79  |    |   |  |  |
| Votants                  | Votants         | Votants        | 1 994 | 74,21  |    |   |  |  |
| Blancs et nuls           | Blancs et nuls  | Blancs et nuls | 91    | 4,56   |    |   |  |  |
| Exprimés                 | Exprimés        | Exprimés       | 1 903 | 95,44  |    |   |  |  |
| * Liste du maire sortant |                 |                |       |        |    |   |  |  |

### Mercus-Garrabet
- Maire sortant : José Lorenzo (SE)
- 15 sièges à pourvoir au conseil municipal (population légale 2011 : 1 146 habitants)
- 3 sièges à pourvoir au conseil communautaire (CC du Pays de Tarascon)

|                          | José Lorenzo * | PS             | 516 | 100,00 | 15 | 3 |  |  |
|                          |                |                |     |        |    |   |  |  |
| Inscrits                 | Inscrits       | Inscrits       | 901 | 100,00 |    |   |  |  |
| Abstentions              | Abstentions    | Abstentions    | 232 | 25,75  |    |   |  |  |
| Votants                  | Votants        | Votants        | 669 | 74,25  |    |   |  |  |
| Blancs et nuls           | Blancs et nuls | Blancs et nuls | 153 | 22,87  |    |   |  |  |
| Exprimés                 | Exprimés       | Exprimés       | 516 | 77,13  |    |   |  |  |
| * Liste du maire sortant |                |                |     |        |    |   |  |  |

### Mirepoix
- Maire sortant : Nicole Quillien (PS)
- 23 sièges à pourvoir au conseil municipal (population légale 2011 : 3 127 habitants)
- 14 sièges à pourvoir au conseil communautaire (CC du Pays de Mirepoix)

|                          | Nicole Quillien *          | DVG            | 1 017 | 62,39  | 19 | 12 |  |  |
|                          | Jean Saint Martin          | DVD            | 396   | 24,29  | 3  | 1  |  |  |
|                          | Monique Abellanet Le Minez | SE             | 217   | 13,31  | 1  | 1  |  |  |
|                          |                            |                |       |        |    |    |  |  |
| Inscrits                 | Inscrits                   | Inscrits       | 2 397 | 100,00 |    |    |  |  |
| Abstentions              | Abstentions                | Abstentions    | 704   | 29,37  |    |    |  |  |
| Votants                  | Votants                    | Votants        | 1 693 | 70,63  |    |    |  |  |
| Blancs et nuls           | Blancs et nuls             | Blancs et nuls | 63    | 3,72   |    |    |  |  |
| Exprimés                 | Exprimés                   | Exprimés       | 1 630 | 96,28  |    |    |  |  |
| * Liste du maire sortant |                            |                |       |        |    |    |  |  |

### Montgaillard
- Maire sortant : Benoît Alvarez (DVG)
- 15 sièges à pourvoir au conseil municipal (population légale 2011 : 1 387 habitants)
- 2 sièges à pourvoir au conseil communautaire (CA L'Agglo Foix-Varilhes)

|                | José Ramos     | DVG            | 580   | 100,00 | 15 | 2 |  |  |
|                |                |                |       |        |    |   |  |  |
| Inscrits       | Inscrits       | Inscrits       | 1 079 | 100,00 |    |   |  |  |
| Abstentions    | Abstentions    | Abstentions    | 361   | 33,46  |    |   |  |  |
| Votants        | Votants        | Votants        | 718   | 66,54  |    |   |  |  |
| Blancs et nuls | Blancs et nuls | Blancs et nuls | 138   | 19,22  |    |   |  |  |
| Exprimés       | Exprimés       | Exprimés       | 580   | 80,78  |    |   |  |  |

### Montjoie-en-Couserans
- Maire sortant : Ginette Busca (DVG)
- 15 sièges à pourvoir au conseil municipal (population légale 2011 : 1 049 habitants)
- 4 sièges à pourvoir au conseil communautaire (CC Couserans-Pyrénées)

|                          | Ginette Busca * | DVG            | 457 | 100,00 | 15 | 4 |  |  |
|                          |                 |                |     |        |    |   |  |  |
| Inscrits                 | Inscrits        | Inscrits       | 857 | 100,00 |    |   |  |  |
| Abstentions              | Abstentions     | Abstentions    | 293 | 34,19  |    |   |  |  |
| Votants                  | Votants         | Votants        | 564 | 65,81  |    |   |  |  |
| Blancs et nuls           | Blancs et nuls  | Blancs et nuls | 107 | 18,97  |    |   |  |  |
| Exprimés                 | Exprimés        | Exprimés       | 457 | 81,03  |    |   |  |  |
| * Liste du maire sortant |                 |                |     |        |    |   |  |  |

### Pamiers
- Maire sortant : André Trigano (DVD)
- 33 sièges à pourvoir au conseil municipal (population légale 2011 : 15 448 habitants)
- 24 sièges à pourvoir au conseil communautaire (CC des Portes d'Ariège Pyrénées)

| Tête de liste            | Tête de liste    | Liste          | Premier tour | Premier tour | Second tour | Second tour | Sièges | Sièges |
| Tête de liste            | Tête de liste    | Liste          | Voix         | %            | Voix        | %           | CM     | CC     |
| ------------------------ | ---------------- | -------------- | ------------ | ------------ | ----------- | ----------- | ------ | ------ |
|                          | André Trigano *  | DVD            | 2 381        | 41,54        | 2 673       | 46,59       | 25     | 18     |
|                          | Alain Fauré      | PS             | 1 421        | 24,79        | 1 364       | 23,77       | 4      | 3      |
|                          | Michel Teychenné | FG             | 1 105        | 19,28        | 979         | 17,06       | 2      | 2      |
|                          | Aimé Deleglise   | FN             | 824          | 14,37        | 721         | 12,56       | 2      | 1      |
|                          |                  |                |              |              |             |             |        |        |
| Inscrits                 | Inscrits         | Inscrits       | 9 505        | 100,00       | 9 505       | 100,00      |        |        |
| Abstentions              | Abstentions      | Abstentions    | 3 596        | 37,83        | 3 592       | 37,79       |        |        |
| Votants                  | Votants          | Votants        | 5 909        | 62,17        | 5 913       | 62,21       |        |        |
| Blancs et nuls           | Blancs et nuls   | Blancs et nuls | 178          | 3,01         | 176         | 2,98        |        |        |
| Exprimés                 | Exprimés         | Exprimés       | 5 731        | 96,99        | 5 737       | 97,02       |        |        |
| * Liste du maire sortant |                  |                |              |              |             |             |        |        |

### Rieux-de-Pelleport
- Maire sortant : Catherine Barbaria (SE)
- 15 sièges à pourvoir au conseil municipal (population légale 2011 : 1 259 habitants)
- 4 sièges à pourvoir au conseil communautaire (CA L'Agglo Foix-Varilhes)

|                          | Catherine Barbaria * | SE             | 373 | 63,76  | 13 | 3 |  |  |
|                          | Thierry Bernard      | SE             | 212 | 36,23  | 2  | 1 |  |  |
|                          |                      |                |     |        |    |   |  |  |
| Inscrits                 | Inscrits             | Inscrits       | 901 | 100,00 |    |   |  |  |
| Abstentions              | Abstentions          | Abstentions    | 268 | 29,74  |    |   |  |  |
| Votants                  | Votants              | Votants        | 633 | 70,26  |    |   |  |  |
| Blancs et nuls           | Blancs et nuls       | Blancs et nuls | 48  | 7,58   |    |   |  |  |
| Exprimés                 | Exprimés             | Exprimés       | 585 | 92,42  |    |   |  |  |
| * Liste du maire sortant |                      |                |     |        |    |   |  |  |

### Saint-Girons
- Maire sortant : François Murillo (PS)
- 29 sièges à pourvoir au conseil municipal (population légale 2011 : 6 423 habitants)
- 8 sièges à pourvoir au conseil communautaire (CC Couserans-Pyrénées)

| Tête de liste            | Tête de liste      | Liste          | Premier tour | Premier tour | Second tour | Second tour | Sièges | Sièges |
| Tête de liste            | Tête de liste      | Liste          | Voix         | %            | Voix        | %           | CM     | CC     |
| ------------------------ | ------------------ | -------------- | ------------ | ------------ | ----------- | ----------- | ------ | ------ |
|                          | François Murillo * | PS             | 1 262        | 47,89        | 1 433       | 50,00       | 22     | 6      |
|                          | Bernard Gondran    | DVD            | 954          | 36,20        | 1 077       | 37,57       | 6      | 2      |
|                          | Dominique Antras   | PG             | 419          | 15,90        | 356         | 12,42       | 1      |        |
|                          |                    |                |              |              |             |             |        |        |
| Inscrits                 | Inscrits           | Inscrits       | 4 530        | 100,00       | 4 530       | 100,00      |        |        |
| Abstentions              | Abstentions        | Abstentions    | 1 735        | 38,30        | 1 551       | 34,24       |        |        |
| Votants                  | Votants            | Votants        | 2 795        | 61,70        | 2 979       | 65,76       |        |        |
| Blancs et nuls           | Blancs et nuls     | Blancs et nuls | 160          | 5,72         | 113         | 3,79        |        |        |
| Exprimés                 | Exprimés           | Exprimés       | 2 635        | 94,28        | 2 866       | 96,21       |        |        |
| * Liste du maire sortant |                    |                |              |              |             |             |        |        |

### Saint-Jean-de-Verges
- Maire sortant : Jacques Dejean (SE)
- 15 sièges à pourvoir au conseil municipal (population légale 2011 : 1 147 habitants)
- 2 sièges à pourvoir au conseil communautaire (CA L'Agglo Foix-Varilhes)

|                | Christine Pavelak-bourlier | SE             | 400 | 100,00 | 15 | 2 |  |  |
|                |                            |                |     |        |    |   |  |  |
| Inscrits       | Inscrits                   | Inscrits       | 785 | 100,00 |    |   |  |  |
| Abstentions    | Abstentions                | Abstentions    | 290 | 36,94  |    |   |  |  |
| Votants        | Votants                    | Votants        | 495 | 63,06  |    |   |  |  |
| Blancs et nuls | Blancs et nuls             | Blancs et nuls | 95  | 19,19  |    |   |  |  |
| Exprimés       | Exprimés                   | Exprimés       | 400 | 80,81  |    |   |  |  |

### Saint-Jean-du-Falga
- Maire sortant : Jean Fabre
- 23 sièges à pourvoir au conseil municipal (population légale 2011 : 2 707 habitants)
- 5 sièges à pourvoir au conseil communautaire (CC des Portes d'Ariège Pyrénées)

| Tête de liste  | Tête de liste     | Liste          | Premier tour | Premier tour | Second tour | Second tour | Sièges | Sièges |
| Tête de liste  | Tête de liste     | Liste          | Voix         | %            | Voix        | %           | CM     | CC     |
| -------------- | ----------------- | -------------- | ------------ | ------------ | ----------- | ----------- | ------ | ------ |
|                | Michel Stervinou  | PG             | 645          | 45,77        | 675         | 47,56       | 17     | 4      |
|                | Patrick Fernandez | SE             | 535          | 37,97        | 609         | 42,91       | 5      | 1      |
|                | Antonio Zamora    | SE             | 229          | 16,25        | 135         | 9,51        | 1      |        |
|                |                   |                |              |              |             |             |        |        |
| Inscrits       | Inscrits          | Inscrits       | 2 042        | 100,00       | 2 042       | 100,00      |        |        |
| Abstentions    | Abstentions       | Abstentions    | 566          | 27,72        | 576         | 28,21       |        |        |
| Votants        | Votants           | Votants        | 1 476        | 72,28        | 1 466       | 71,79       |        |        |
| Blancs et nuls | Blancs et nuls    | Blancs et nuls | 67           | 4,54         | 47          | 3,21        |        |        |
| Exprimés       | Exprimés          | Exprimés       | 1 409        | 95,46        | 1 419       | 96,79       |        |        |

### Saint-Lizier
- Maire sortant : Étienne Dedieu (SE)
- 15 sièges à pourvoir au conseil municipal (population légale 2011 : 1 430 habitants)
- 4 sièges à pourvoir au conseil communautaire (CC Couserans-Pyrénées)

| Tête de liste            | Tête de liste    | Liste          | Premier tour | Premier tour | Second tour | Second tour | Sièges | Sièges |
| Tête de liste            | Tête de liste    | Liste          | Voix         | %            | Voix        | %           | CM     | CC     |
| ------------------------ | ---------------- | -------------- | ------------ | ------------ | ----------- | ----------- | ------ | ------ |
|                          | Étienne Dedieu * | SE             | 343          | 46,54        | 358         | 46,73       | 11     | 3      |
|                          | Michel Bacque    | SE             | 239          | 32,42        | 274         | 35,77       | 3      | 1      |
|                          | Jean Lajournade  | DVG            | 155          | 21,03        | 134         | 17,49       | 1      |        |
|                          |                  |                |              |              |             |             |        |        |
| Inscrits                 | Inscrits         | Inscrits       | 1 104        | 100,00       | 1 104       | 100,00      |        |        |
| Abstentions              | Abstentions      | Abstentions    | 321          | 29,08        | 312         | 28,26       |        |        |
| Votants                  | Votants          | Votants        | 783          | 70,92        | 792         | 71,74       |        |        |
| Blancs et nuls           | Blancs et nuls   | Blancs et nuls | 46           | 5,87         | 26          | 3,28        |        |        |
| Exprimés                 | Exprimés         | Exprimés       | 737          | 94,13        | 766         | 96,72       |        |        |
| * Liste du maire sortant |                  |                |              |              |             |             |        |        |

### Saint-Paul-de-Jarrat
- Maire sortant : Jean-Christophe Bonrepaux (PS)
- 15 sièges à pourvoir au conseil municipal (population légale 2011 : 1 267 habitants)
- 2 sièges à pourvoir au conseil communautaire (CA L'Agglo Foix-Varilhes)

|                          | Michel Tartie               | DVD            | 438   | 53,21  | 12 | 2 |  |  |
|                          | Jean-Christophe Bonrepaux * | PS             | 385   | 46,78  | 3  |   |  |  |
|                          |                             |                |       |        |    |   |  |  |
| Inscrits                 | Inscrits                    | Inscrits       | 1 054 | 100,00 |    |   |  |  |
| Abstentions              | Abstentions                 | Abstentions    | 195   | 18,50  |    |   |  |  |
| Votants                  | Votants                     | Votants        | 859   | 81,50  |    |   |  |  |
| Blancs et nuls           | Blancs et nuls              | Blancs et nuls | 36    | 4,19   |    |   |  |  |
| Exprimés                 | Exprimés                    | Exprimés       | 823   | 95,81  |    |   |  |  |
| * Liste du maire sortant |                             |                |       |        |    |   |  |  |

### Saverdun
- Maire sortant : Philippe Calleja (UMP)
- 27 sièges à pourvoir au conseil municipal (population légale 2011 : 4 531 habitants)
- 13 sièges à pourvoir au conseil communautaire (CC des Portes d'Ariège Pyrénées)

|                          | Philippe Calleja * | DVD            | 1 342 | 53,78  | 21 | 10 |  |  |
|                          | Alain Couret       | DVG            | 1 153 | 46,21  | 6  | 3  |  |  |
|                          |                    |                |       |        |    |    |  |  |
| Inscrits                 | Inscrits           | Inscrits       | 3 278 | 100,00 |    |    |  |  |
| Abstentions              | Abstentions        | Abstentions    | 683   | 20,84  |    |    |  |  |
| Votants                  | Votants            | Votants        | 2 595 | 79,16  |    |    |  |  |
| Blancs et nuls           | Blancs et nuls     | Blancs et nuls | 100   | 3,85   |    |    |  |  |
| Exprimés                 | Exprimés           | Exprimés       | 2 495 | 96,15  |    |    |  |  |
| * Liste du maire sortant |                    |                |       |        |    |    |  |  |

### Tarascon-sur-Ariège
- Maire sortant : Alain Sutra (PRG)
- 23 sièges à pourvoir au conseil municipal (population légale 2011 : 3 427 habitants)
- 5 sièges à pourvoir au conseil communautaire (CC du Pays de Tarascon)

|                          | Alain Sutra *  | DVG            | 1 016 | 66,97  | 20 | 5 |  |  |
|                          | Raymond Dedieu | SE             | 501   | 33,02  | 3  |   |  |  |
|                          |                |                |       |        |    |   |  |  |
| Inscrits                 | Inscrits       | Inscrits       | 2 076 | 100,00 |    |   |  |  |
| Abstentions              | Abstentions    | Abstentions    | 471   | 22,69  |    |   |  |  |
| Votants                  | Votants        | Votants        | 1 605 | 77,31  |    |   |  |  |
| Blancs et nuls           | Blancs et nuls | Blancs et nuls | 88    | 5,48   |    |   |  |  |
| Exprimés                 | Exprimés       | Exprimés       | 1 517 | 94,52  |    |   |  |  |
| * Liste du maire sortant |                |                |       |        |    |   |  |  |

### Varilhes
- Maire sortant : Martine Esteban (PS)
- 23 sièges à pourvoir au conseil municipal (population légale 2011 : 3 138 habitants)
- 7 sièges à pourvoir au conseil communautaire (CA L'Agglo Foix-Varilhes)

|                          | Martine Esteban * | DVG            | 972   | 100,00 | 23 | 7 |  |  |
|                          |                   |                |       |        |    |   |  |  |
| Inscrits                 | Inscrits          | Inscrits       | 2 392 | 100,00 |    |   |  |  |
| Abstentions              | Abstentions       | Abstentions    | 1 002 | 41,89  |    |   |  |  |
| Votants                  | Votants           | Votants        | 1 390 | 58,11  |    |   |  |  |
| Blancs et nuls           | Blancs et nuls    | Blancs et nuls | 418   | 30,07  |    |   |  |  |
| Exprimés                 | Exprimés          | Exprimés       | 972   | 69,93  |    |   |  |  |
| * Liste du maire sortant |                   |                |       |        |    |   |  |  |

### Verniolle
- Maire sortant : Robert Pedoussat (PS)
- 19 sièges à pourvoir au conseil municipal (population légale 2011 : 2 355 habitants)
- 5 sièges à pourvoir au conseil communautaire (CA L'Agglo Foix-Varilhes)

|                | Numen MuÑoz    | DVG            | 614   | 50,74  | 15 | 4 |  |  |
|                | Annie Bouby    | SE             | 596   | 49,25  | 4  | 1 |  |  |
|                |                |                |       |        |    |   |  |  |
| Inscrits       | Inscrits       | Inscrits       | 1 808 | 100,00 |    |   |  |  |
| Abstentions    | Abstentions    | Abstentions    | 503   | 27,82  |    |   |  |  |
| Votants        | Votants        | Votants        | 1 305 | 72,18  |    |   |  |  |
| Blancs et nuls | Blancs et nuls | Blancs et nuls | 95    | 7,28   |    |   |  |  |
| Exprimés       | Exprimés       | Exprimés       | 1 210 | 92,72  |    |   |  |  |

### Villeneuve-d'Olmes
- Maire sortant : Gérald Sgobbo (UMP)
- 15 sièges à pourvoir au conseil municipal (population légale 2011 : 1 091 habitants)
- 2 sièges à pourvoir au conseil communautaire (CC du Pays d'Olmes)

|                          | Gérald Sgobbo * | SE             | 519 | 100,00 | 15 | 2 |  |  |
|                          |                 |                |     |        |    |   |  |  |
| Inscrits                 | Inscrits        | Inscrits       | 914 | 100,00 |    |   |  |  |
| Abstentions              | Abstentions     | Abstentions    | 309 | 33,81  |    |   |  |  |
| Votants                  | Votants         | Votants        | 605 | 66,19  |    |   |  |  |
| Blancs et nuls           | Blancs et nuls  | Blancs et nuls | 86  | 14,21  |    |   |  |  |
| Exprimés                 | Exprimés        | Exprimés       | 519 | 85,79  |    |   |  |  |
| * Liste du maire sortant |                 |                |     |        |    |   |  |  |